# Metharpinia floridana
Metharpinia floridana är en kräftdjursart som först beskrevs av Robert Alan Shoemaker 1933.  Metharpinia floridana ingår i släktet Metharpinia och familjen Phoxocephalidae. Inga underarter finns listade i Catalogue of Life.